# Afatinib
Afatinib, venduto tra gli altri con il marchio Giotrif, è un farmaco usato per trattare il carcinoma polmonare non a piccole cellule (NSCLC).
 Appartiene alla famiglia di farmaci inibitori della tirosina chinasi . È un farmaco somministrato per vie orali.
È principalmente usato per trattare i casi di NSCLC che ospitano mutazioni nel gene del recettore del fattore di crescita epidermico (EGFR).

## Usi medici
Ha ricevuto l'approvazione normativa per il solo trattamento del carcinoma polmonare non a piccole cellule, sebbene ci siano prove emergenti a supporto del suo uso benefico in altri tumori come il cancro al seno.

## Effetti collaterali
Gli effetti collaterali, organizzati a seconda della loro frequenza, includono:
Molto comune (> 10% di frequenza)

- Diarrea (>90%)
- Irritazioni/dermatiti acneformi
- Stomatiti
- Paronichia
- Moderata inappetenza
- Epistassi
- Prurito
- Pelle secca

Comune (frequenza 1-10%)

- Disidratazione
- Alterazione del gusto
- Secchezza oculare
- Cistite
- Cheilite
- Febbre
- Naso otturato
- Bassa concentrazione di potassio nel sangue
- Congiuntivite
- ALT sopra la media
- AST sopra la media
- Eritema acrale
- Spasmi muscolari
- Disfunzione renale

Non comune (frequenza 0,1-1%)

- Cheratite
- Malattia polmonare interstiziale

## Meccanismo di azione
Così come lapatinib e neratinib, afatinib è un inibitore della proteina chinasi che inibisce irreversibilmente sia la chinasi del fattore di crescita epidermica umana del recettore 2 (Her2), sia quella del recettore del fattore di crescita epidermico (EGFR). Afatinib non è attivo solo contro le stesse mutazioni di EGFR che sono già bersaglio degli inibitori della tirosina-chinasi di prima generazione (TKI) come erlotinib o gefitinib, ma anche contro altre mutazioni meno comuni (contro le quali le molecole di prima generazione non hanno effetto). Comunque afatinib non è attivo contro la mutazione T790M, che generalmente richiede l'utilizzo di molecole di terza generazione come osimertinib. A causa della sua attività aggiuntiva contro Her2, questa molecola è in fase di studio per il carcinoma mammario e altri tumori spinti da EGFR e Her2.

Afatinib si lega in modo covalente alla cisteina numero 797 del recettore del fattore di crescita epidermico (EGFR) tramite un'addizione di Michael (IC _{50} = 0,5 nM).

## Test clinici
Nel marzo 2010 è iniziato con questo farmaco uno studio di fase III su pazienti con NSCLC chiamato Lux-Lung 5 . I risultati intermedi dell'autunno 2010 rivelavano un prolungamento pari al triplo nella sopravvivenza dei pazienti liberi dalla progressione della malattia, senza però incrementare la sopravvivenza globale. 
 Nel maggio 2012, lo studio di Fase IIb / III Lux-Lung 1 è giunto alla stessa conclusione.
Nel gennaio 2015 uno studio di fase III su persone con NSCLC sostenne che il farmaco avesse prolungato l'aspettativa di vita nell'adenocarcinoma NSCLC in stadio IV con tumori 19-positivi di tipo Mutazione EGFR, rispetto alla tradizionale chemioterapia basata sul cisplatino, di un anno (33 mesi contro 21 mesi). Lo stesso studio mostra anche la presenza di una forte attività contro le mutazioni dell'esone 18 (in particolare G719) ed è, pertanto, la terapia EGFR-TKI attualmente preferita per tali mutazioni (in particolare G719x).
I risultati dei test clinici di fase II per il carcinoma mammario in cui è sovraespresso il recettore 2 del fattore di crescita epidermico umano 2 (carcinoma mammario Her2-positivo) sono stati descritti come promettenti dagli autori, con 19 su 41 pazienti che hanno tratto beneficio da afatinib. Sono in corso studi di fase III col metodo doppio cieco per confermare o confutare questo risultato. Tumori al seno Her2-negativi hanno mostrato una risposta limitata o assente al farmaco.